# Luther Adler
Luther Adler, właśc. Lutha Adler (ur. 4 maja 1903 w Nowym Jorku, zm. 8 grudnia 1984 w Kutztown) – amerykański aktor teatralny, filmowy i telewizyjny, dyrektor teatru. Trzykrotny odtwórca roli Adolfa Hitlera.

## Życiorys
Urodził się w Nowym Jorku jako syn Jacoba Pavlovicha Adlera, aktora i założyciela amerykańskiego ruchu teatralnego Jidysz oraz Sary Levitzkaya Adler, aktorki. Podczas gdy wszystkie ich dzieci profesjonalnie zajmowały się aktorstwem, tylko Luter i jego siostra Stella Adler rozwinęli znaczące kariery. Młody Adler zadebiutował w wieku 4 lat w Schmendrik Goldfadena w Grand Street Theatre swojego ojca na dolnym Manhattanie. Rozpoczęło to serię sztuk, w których Adler był często nieszczęśliwie zmuszony do odgrywania młodych kobiecych ról z powodu swoich blond loków. Po rozwodzie rodziców został wysłany do Chicago, gdzie uczęszczał do Instytutu Lewisa.
Jego drugą żoną była Julia Roche, a pierwszą Sylvia Sidney, z którą zawarł związek małżeński 3 sierpnia 1938 r. Rozwiedli się w 1946 r., mieli syna Jacoba. Był wujkiem Ellen Adler.

## Filmografia
- 1937: Lancer Spy jako Schratt
- 1945: Cornered jako „Marcel Jarnac”
- 1947: Saigon jako por. Keon
- 1948: Miłość Carmen jako Dancaire
- 1948: Wake of the Red Witch jako Mayrant Ruysdaal Sidneye
- 1949: Dom ludzi obcych jako Joe Monetti
- 1950: Pożegnaj się z jutrem jako Keith „Cherokee” Mandon
- 1950: Zmarły w chwili przybycia jako Majak
- 1950: South Sea Sinner jako Cognac
- 1950: Under My Skin jako Louis Bork
- 1951: Morderca jako Dan Langley
- 1951: Pustynny Lis jako Adolf Hitler
- 1951: The Magic Face w potrójnej roli: Rudi Janus/Janus the Great/Adolf Hitler
- 1951: Somerset Maugham TV Theatre (serial TV)
- 1951: Faith Baldwin Romance Theatre (serial TV)
- 1952: Hoodlum Empire jako Nick Mancani
- 1953: The Tall Texan jako Joshua „Josh” Tinnen
- 1954: The Miami Story jako Tony Brill
- 1954: The Mask (serial TV)
- 1954: The Motorola Television Hour (serial TV) jako gen. Fox
- 1954: Center Stage (serial TV) jako Jubal Banks
- 1954-1955: General Electric Theater (serial TV, 2 odcinki) jako Warner Johnson/Torvald Helmer
- 1954-1956: The United States Steel Hour (serial TV, 2 odcinki) jako Sidney West/sędzia Brock
- 1954-1956: Studio One (serial TV, 2 odcinki) jako Joe Rundle
- 1955: Crashout jako Pete Mendoza
- 1955: The Girl in the Red Velvet Swing jako Delphin Delmas
- 1955: Kraft Television Theatre (serial TV)
- 1955: Robert Montgomery Presents (serial TV)
- 1955: Crossroads (serial TV) jako rabin Rosenblum
- 1956: Gorąca krew jako Marco Torino
- 1956: Star Stage (serial TV) jako gen. Sanchez
- 1958-1959: Playhouse 90 (serial TV, 3 odcinki) jako Irving Werner/W. Molotov/D.A. Forrest Garvin
- 1959: Ostatni z gniewnych jako dr Max Vogel
- 1959: Play of the Week (serial TV) jako Ignaty Illyich Shpichelsky
- 1960: Strefa mroku (serial TV) jako Arthur Castle
- 1960: Westinghouse Desilu Playhouse (serial TV) jako Sal Raimondi
- 1960-1962: Nietykalni (serial TV, 3 odcinki) jako Charlie Zenko/Emile Bouchard/Gus Marco
- 1960-1962: Naked City (serial TV, 4 odcinki) jako p. Kovar/Henri Tourelle/Willard Manson
- 1961: The Islanders (serial TV) jako Frank Fellino
- 1961: The DuPont Show of the Month (serial TV) jako Edwin M. Stanton
- 1961: Festival (serial TV) jako Rabbi Azrael
- 1961: Straightaway (serial TV) jako menedżer
- 1961-1962: Target: The Corruptors (serial TV, 2 odcinki) jako Jonathan Amber/Victor Cobalt
- 1961-1963: Ben Casey (serial TV, 2 odcinki) jako p. Bowersox/dr Michael Waldman
- 1962: Route 66 (serial TV) jako Harry Wender
- 1963: 77 Sunset Strip (serial TV) jako Thomas Allen
- 1965: Festival of Arts (serial TV) jako Sibelius (głos)
- 1966: Cień olbrzyma jako Jacob Zion
- 1966: Trzy siostry jako Chebutykin
- 1968: Braterstwo jako Dominick Bertolo
- 1968: The Sunshine Patriot (film TV) jako Imre Hyneck
- 1970: Mission: Impossible (serial TV) jako Leo Vorka
- 1970: The Name of the Game (serial TV) jako Marc Osborne
- 1970-1971: The Psychiatrist (serial TV, 5 odcinków) jako dr Bernard Altman
- 1972-1974: Hawaii 5-0 (serial TV, 4 odcinki) jako Dominick Vashon/Charles Ogden
- 1973: Search (serial TV) jako p. Vollmer
- 1973: Chelsea D.H.O. (serial TV) jako dr Levine, M.E.
- 1973: Hec Ramsey (serial TV) jako Victor Bordon
- 1974: Szalony Joe jako Falco
- 1974: Paradise (film TV)
- 1974: Ulice San Francisco (serial TV) jako Victor
- 1975: Żyj krótko, a dobrze jako Max „The Eye”
- 1975: Człowiek w szklanej kabinie jako sędzia
- 1975: Mean Johnny Barrows jako Don Racconi
- 1976: Przeklęty rejs jako prof. Weiler
- 1981: Bez złych intencji jako Santos Malderone